# Phaestacoenitus niger
Phaestacoenitus niger är en stekelart som beskrevs av Dmitriy R. Kasparyan 1983. Phaestacoenitus niger ingår i släktet Phaestacoenitus och familjen brokparasitsteklar.

## Underarter
Arten delas in i följande underarter:
- P. n. longicaudus
- P. n. nitidus